# Дольотти, Акилле Марио
Акилле Марио Дольотти (итал. Achille Mario Dogliotti; 25 сентября 1897[…], Турин — 2 июня 1966[…], Турин) — итальянский хирург, кардиохирург и педагог; иностранный член АМН СССР (1962). Во время Первой мировой войны был военным врачом.

## Биография
Акилле Дольотти родился 25 сентября 1897 года в итальянском городе Турине в семье мэра города Альбы Луиджи Дольотти (итал. Luigi Dogliotti) и Клотильды Феррары Бардиле (итал. Clotilde Ferrara Bardile). По своей основной специальности отец Акилле Марио был врачом; после его скоропостижной смерти мальчик решил пойти по его стопам и в 1914 году поступил на медицинский факультет университета родного города.
С вступлением Италии в Первую мировую войну Дольотти одним из первых записался добровольцем на фронт, где был сначала сержантом, а затем офицером медицинской службы. За военные заслуги он был награждён двумя боевыми крестами.
После возвращения с фронта Дольотти возобновил учёбу и в 1920 году получил учёную степень, защитив диссертацию на тему: «Спленэктомия при гемолитической желтухе». После этого он стал врачом-терапевтом в Институте хирургической патологии Туринского университета, которым тогда руководил Отторино Уффредуцци (итал. Ottorino Uffreduzzi; 1881—1943).

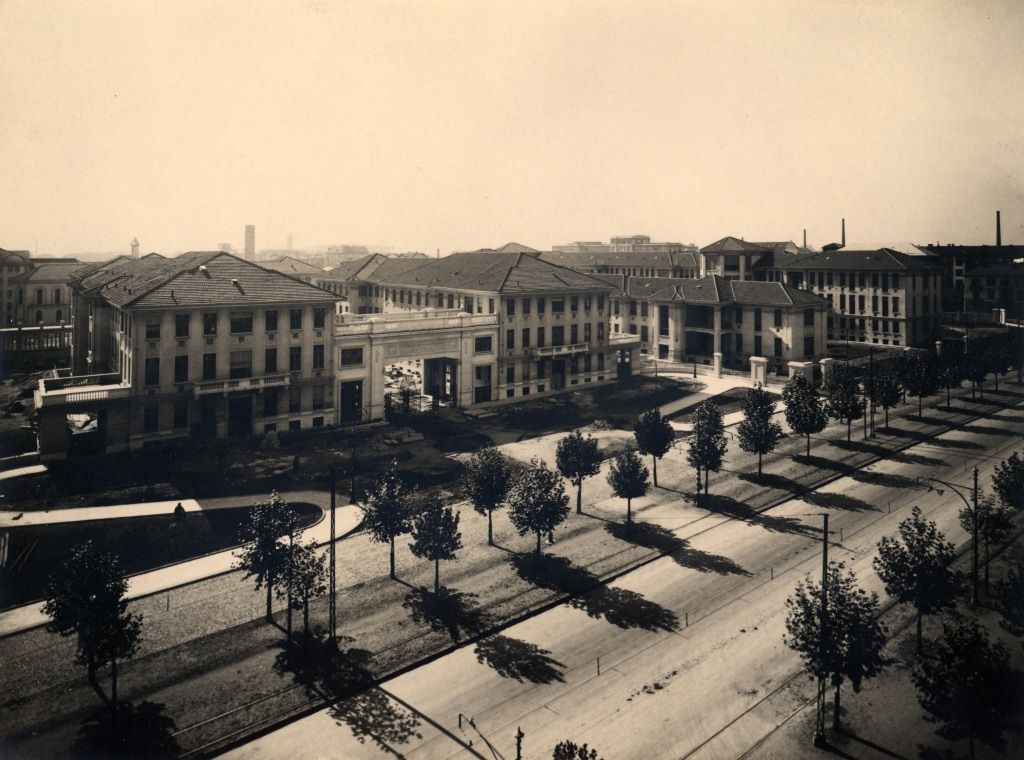
Больница Молинетт; 1934 год
(фотограф Марио Габинио)

В 1933 году он разработал так называемую «процедуру Дольотти» по эпидуральной анестезии.
В 1935 году А. М. Дольотти основал журнал «Minerva anestesiologica» и был его бессменным редактором до самой кончины.
Дольотти был одним из пионеров кардиохирургии в Италии, помогая усовершенствовать в Турине применение аппарата искусственного кровообращения для экстракорпорального кровообращения, вместе с американским кардиохирургом Кларенсом Деннисом (1909—2005). Он также сотрудничал с другими известными врачами своего времени, такими как профессор Пьетро Вальдони и Чезаре Фругони.
В 1950 году в Турин приехал младший брат Акилле Марио Дольотти — Джулио Чезаре Дольотти (1906—1976), который также посвятил себя медицине; с той поры братья работали рука об руку на поприще кардиохирургии, пока их не разлучила смерть.
20 февраля 1952 года в сотрудничестве с Анджело Актисом Дато (итал. Angelo Actis Dato; 1923—2012) Дольотти выполнил митральную комиссуротомию, а 7 августа того же года — первое экстракорпоральное кровообращение у человека. Таким образом в Италии кардиохирургия зародилась как отдельная отрасль общей хирургии. 19 апреля 1952 года в Молинетте был основан центр Альфреда Блейлока.
Дольотти активно пропагандировал донорство крови и был одним из инициаторов создания Итальянской федерации ассоциаций доноров крови (FIDAS). Кроме того, в 1950-х годах он был менеджером футбольной ассоциации Турина.
Акилле Марио Дольотти умер 2 июня 1966 года на Туринском холме недалеко от своей виллы и был с почестями похоронен на кладбище родного города.